# Пульпада
Пульпада (гальєго polbo) — галісійська національна страва, пиріжок з молюсками та/або іншими морепродуктами.
Пульпо є дуже популярним наїдком на півночі Іспанії; у Ґалісії обов'язковий атрибут ферій, ярмарків, народних гулянь тощо. Для галісійців є чимось на кшталт улюбленого вишуканого національного фастфуду. В багатьох галісійських містечках і селищах проводяться спеціальні свята пульпади (пульпо), наприклад, у містечку Вальядарес (Valadares) у провінції Понтеведра подібне свято (одне з найвідоміших) проводиться щороку третьої неділі в серпні. Для еміґрантів-галісійців пульпо є символом близькості до батьківщини.